# 亜溝駅
亜溝駅（あこうえき）とは、中華人民共和国黒竜江省ハルビン市阿城区に位置する浜綏線の駅。

## 歴史
- 1903年　開業。

## 隣の駅
中華人民共和国鉄道部
浜綏線
阿城駅 - 亜溝駅 - 玉泉駅
座標: 北緯45度28分49秒 東経127度04分12秒 / 北緯45.480295度 東経127.070117度